# يان بولز
يان بولز (بالإنجليزية: Ian Bowles)‏ هو سياسي أمريكي، ولد في 1966. حزبياً، نشط في الحزب الديمقراطي.